# Ko Mai Phai
Ko Mai Phai (zwana także Bamboo Island) – tajska wyspa leżąca na Morzu Andamańskim. Administracyjnie położona jest w prowincji Krabi. Wyspa jest niezamieszkana.

## Położenie
Leży w odległości około 6 km na północ od wyspy Ko Phi Phi Don oraz około 2,4 km na wschód od Ko Yung.

## Charakterystyka
Wyspa ma prawie sercowaty kształt. Mierzy 700 m długości i 600 m szerokości. Otoczona jest białymi piaszczystymi plażami. Jej wnętrze pokryte jest bujną roślinnością, z przewagą roślin z rodzaju rzewnia (Casuarina) i bambus (Bambusa).